# Sigurd Sollid
Sigurd Sollid   (Lillehammer, 7 de maig de 1913 - 13 d'abril de 1988) va ser un saltador d'esquí noruec que va competir durant la dècada de 1930. En el seu palmarès destaca una medalla de bronze al Campionat del Món d'esquí nòrdic de 1937.